# Chill
"Chill" är en låt och en singel av den finländska rockgruppen The Rasmus från deras fjärde album Into. Låten gavs ut som singel den 18 juni 2001 som en uppföljare till sommarhiten "F-F-F-Falling". Den nådde andra plats som topplacering på Finlands singellista i 18 veckor, men har dock inte legat på några andra länders listor. Den innehåller en b-sida (endast på maxisingeln) i form av låten "Can't Stop Me" som också senare släpptes på Into Special Edition 2003.
Texten till låten skrevs av bandets sångare Lauri Ylönen under hösten 1999. Han beskriver den som en typisk låt av svenska gruppen Kent, men säger att han inte minns så mycket mer av själva inspirationen. Basisten Eero Heinonen menar att det är en lugn och fridfull låt som var enkel att göra. Den består av ett enkelt riff som går genom hela låten. Bandet har också nämnt att låten "Sail Away" från albumet Hide from the Sun är uppbyggd på ett liknande vis.
Texten beskriver en person som planerar att resa bort från sitt hem och ringer sina vänner för att berätta att han kommer att vara borta ett tag. Han säger att han inte kan förklara varför han känner ett behov av att resa bort, därför lämnar han de han bor tillsammans med medan de sover. Han säger att "svaret finns i luften".

## Låtlista
Alla låtar skrivna av The Rasmus.
CD-singel (18 juni 2001; Playground Music Scandinavia PGMCDS 6)
1. "Chill" – 4:13
2. "F-F-F-Falling" (Acoustic Live) – 3:28

Maxisingel (18 juni 2001; Playground Music Scandinavia PGMCDM 6)
1. "Chill" – 4:13
2. "F-F-F-Falling" (Acoustic Live) – 3:28
3. "Can't Stop Me" – 2:52
4. "F-F-F-Falling" (video)

## Fakta om b-sidorna

### Can't Stop Me
- Musik: The Rasmus/Text: Lauri Ylönen

"Can't Stop Me" är b-sida på maxisingeln. Till skillnad från albumets tre övriga b-sidor som är inspirerade av progressiv rock, är "Can't Stop Me" en poppigare rocklåt. Den handlar om att kunna leva sitt liv fritt, göra vad man känner för och inte låta sig stoppas av någon eller något.
Låten utgavs senare på Into - Special Edition 2003.

## Musikvideo
Videon till låten spelade bandet in själva under en konsertresa i Stockholm och den redigerades sedan digitalt av Johan Skaneby. I videon får man se bandet åka i sin turnébuss genom Stockholm, samtidigt som det visas delar från konserter i gråskala. Man får även se andra korta klipp med medlemmarna i sina vardagsliv.
Videon ansågs inte nå kraven för att sändas på TV-kanaler som MTV eftersom bandet producerade den helt själva.

## Medverkande
The Rasmus
- Lauri Ylönen – sång
- Eero Heinonen – bas
- Pauli Rantasalmi – gitarr
- Aki Hakala – trummor

Produktion
- Mikael Nord Andersson & Martin Hansen – produktion, inspelning, programmering, keyboard, tillagda ljud (NordHansen Studio, Stockholm)
- Claes Persson – mastering (CRP Recordings)
- Leif Allansson – mixning (NordHansen Studio, Stockholm)
- Michael Blair – textsamarbetare
- Jeanette Fredenberg – fotografi av The Rasmus till singelns skivomslag
- Henrik Walse – layout till singelns skivomslag
- B-sidan F-F-F-Falling spelades in live vid Radiomafia/YLE studio B, Helsingfors den 22 mars 2001 med en publik på tio vänliga fans.[3]